# جايسون أفانت
جايسون أفانت (بالإنجليزية: Jason Avant)‏ هو لاعب كرة قدم أمريكية أمريكي، ولد في 20 أبريل 1983 في شيكاغو في الولايات المتحدة.

## وصلات خارجية
- جايسون أفانت على موقع مرجع كرة القدم المحترفة.كوم (الإنجليزية)